# Rhodri Mawr
Rhodri Mawr (Rhodri el Gran en català; també anomenat Rhodri ap Merfyn) va ser un rei de Gwynedd i de Powys que nasqué als voltants del 825 i morí l'any 878. Governà en un espai que es correspon força amb el Gal·les actual.
Va ser el primer rei que uní la majoria dels regnes gal·lesos, i també el primer que rebé l'apel·latiu de Gran. De son pare Merfyn Frych ap Gwriad n'heretà el regne de Gwynedd l'any 844. Per la banda de la seva mare Nest ferch Cadell, de la família reial de Powys, en morir Cyngen en un pelegrinatge a Roma l'any 855, rebé també el regne d'aquest. El 872, Gwgon, senyor de Seisyllwg (al sud del país), morí negat en un accident; gràcies al matrimoni pactat amb Angharad, germana de Gwgon, Rhodri pogué annexar-se les seves terres, i estendre el seu domini a gairebé tot Gal·les.
Malgrat aquest cúmul de circumstàncies favorables, Rhodri hagué de suportar els embats d'anglesos i danesos alhora. Aquests darrers assolaren l'illa de Mon, el bressol de Gwynedd, el 854. En l'any 856, Rhodri obtingué una victòria important contra els danesos quan n'occí el seu cap Gorm (de vegades transcrit Horm). Sedulius Scotus, un literat irlandès a la cort de Carles el Calb (rei dels Francs occidentals) a Lieja, escrigué en les Cròniques de l'Ulster dos poemes celebrant la victòria de "Roricus" sobre els vikings.
L'any 877, Rhodri menà una altra batalla contra les invasions vikingues de l'illa de Mon, però hagué de refugiar-se a Irlanda. Es diu que, a la seva tornada l'any següent, ell i el seu fill Gwriad foren morts pels mercians de Ceolwulf II, encara que les circumstàncies concretes del fet són desconegudes. El seu fill Anarawd ap Rhodri el succeí, i arran d'una victòria sobre els mercians al 880, els annals ho contaren com "la venjança divina d'en Rhodri".
Històricament, hom ha atribuït a Rhodri el Gran la construcció del primer castell de Dinefwr. En aquell segle ix, Rhodri coincidí amb dos altres monarques que reberen el títol de Gran: Carlemany i Alfred el Gran. Això potser explica per què, malgrat que no ens hagin arribat informacions sobre el seu regnat (no tingué biògraf coetani), els gal·lesos el considerin encara un dels seus grans monarques.
Tingué pel cap baix sis fills, dels que el succeïren en el poder Anarawd com a rei de Gwynedd, Merfyn com a rei de Powys i Cadell com a príncep de Seisyllwg. Gwriad morí amb ell, i Elen verch Rhodri probablement esposà Owain ap Hywel, rei de Glamorgan.